# Saison 1976-1977 des Nordiques de Québec
Bilan saison par saison des Nordiques de Québec
En 1976-1977, les Nordiques de Québec, franchise de hockey sur glace de l'Association mondiale de hockey (souvent abrégée par le sigle AMH), jouent leur cinquième saison dans la ligue. L'équipe menée par Marc Tardif, capitaine parvient à la première place de sa division, la division Est, soit la deuxième place de la LNH. Ils totalisent cent-quatre points et cinquante victoires. Par la suite, les Nordiques accèdent pour la deuxième fois de leur histoire à la finale du trophée mondial Avco, finale qu'ils remportent 4 matchs à 3 contre les Jets de Winnipeg.

## Saison régulière
Les joueurs de Québec connaissant un début de saison très fort en remportant huit de leurs neuf premiers matchs prenant alors rapidement la tête de la division de l'Est mais également de l'Association mondiale de hockey. Lors des vingt matchs suivants, ils lèvent un peu le pied en ne remportant que huit matchs des vingt rencontres suivantes ; au 21 décembre, ils sont tout de même toujours en tête de la division Est mais ce sont désormais les Mariners de San Diego qui sont en tête de l'AMH.
Entre le 22 décembre et le 25 janvier, les Nordiques remportent neuf matchs consécutivement pour asseoir leur domination sur la division Est. Ils terminent en tête de celle-ci avec une fiche de 47 victoires, 31 défaites et 3 matchs nuls pour 97 points, quatorze de points de plus que les Stingers de Cincinnati. En cours de saison, les Fighting Saints du Minnesota arrêtent leurs activités en février 1976.
Offensivement, l'équipe des Nordiques est menée par Réal Cloutier qui inscrit 141 points pour le plus haut total dans l'AMH et remporte ainsi le trophée Bill-Hunter. Il inscrit 66 buts pour son équipe alors que Marc Tardif, meilleur pointeur de la saison passée pour l'AMH, manque une vingtaine de matchs mais inscrit tout de même 49 buts et 109 points ; Christian Bordeleau inscrit 32 buts et a autant d'aides que Cloutier avec 75 passes décisives. Il est le troisième joueur de l'équipe à dépasser la barre des cent points.

### Match après match
Cette section présente les résultats de la saison régulière qui s'est déroulée entre le 9 octobre et le 6 avril.
Nota : la colonne « Fiche » indique à chaque match le parcours de l'équipe au niveau des victoires, défaites et matchs nuls. La dernière colonne, la colonne « Pts » indique les points récoltés par l'équipe au cours de la saison. Une victoire rapporte deux points et un match nul un seul point.
| no | Date     | Visiteurs                         | Score | Domicile                          | Fiche   | Pts |
| -- | -------- | --------------------------------- | ----- | --------------------------------- | ------- | --- |
| 1  | 9-oct.   | Cowboys de Calgary                | 2–5   | Nordiques de Québec               | 1–0–0   | 2   |
| 2  | 10-oct.  | Bulls de Birmingham               | 3–4   | Nordiques de Québec               | 2–0–0   | 4   |
| 3  | 12-oct.  | Mariners de San Diego             | 4–6   | Nordiques de Québec               | 3–0–0   | 6   |
| 4  | 16-oct.  | Nordiques de Québec               | 8–2   | Whalers de la Nouvelle-Angleterre | 4–0–0   | 8   |
| 5  | 17-oct.  | Stingers de Cincinnati            | 5–2   | Nordiques de Québec               | 4–1–0   | 8   |
| 6  | 19-oct.  | Nordiques de Québec               | 6–5   | Bulls de Birmingham               | 5–1–0   | 10  |
| 7  | 21-oct.  | Nordiques de Québec               | 4–2   | Cowboys de Calgary                | 6–1–0   | 12  |
| 8  | 23-oct.  | Aeros de Houston                  | 2–6   | Nordiques de Québec               | 7–1–0   | 14  |
| 9  | 26-oct.  | Roadrunners de Phoenix            | 3–11  | Nordiques de Québec               | 8–1–0   | 16  |
| 10 | 29-oct.  | Nordiques de Québec               | 4–6   | Racers d'Indianapolis             | 8–2–0   | 16  |
| 11 | 30-oct.  | Fighting Saints du Minnesota      | 1–5   | Nordiques de Québec               | 9–2–0   | 18  |
| 12 | 2-nov.   | Roadrunners de Phoenix            | 5–3   | Nordiques de Québec               | 9–3–0   | 18  |
| 13 | 6-nov.   | Bulls de Birmingham               | 5–6   | Nordiques de Québec               | 10–3–0  | 20  |
| 14 | 9-nov.   | Bulls de Birmingham               | 3–4   | Nordiques de Québec               | 11–3–0  | 22  |
| 15 | 13-nov.  | Fighting Saints du Minnesota      | 4–2   | Nordiques de Québec               | 11–4–0  | 22  |
| 16 | 14-nov.  | Racers d'Indianapolis             | 3–1   | Nordiques de Québec               | 11–5–0  | 22  |
| 17 | 16-nov.  | Nordiques de Québec               | 4–8   | Jets de Winnipeg                  | 11–6–0  | 22  |
| 18 | 18-nov.  | Nordiques de Québec               | 9–5   | Fighting Saints du Minnesota      | 12–6–0  | 24  |
| 19 | 19-nov.  | Nordiques de Québec               | 1–4   | Cowboys de Calgary                | 12–7–0  | 24  |
| 20 | 21-nov.  | Nordiques de Québec               | 5–8   | Oilers d'Edmonton                 | 12–8–0  | 24  |
| 21 | 23-nov.  | Jets de Winnipeg                  | 4–7   | Nordiques de Québec               | 13–8–0  | 26  |
| 22 | 25-nov.  | Nordiques de Québec               | 5–0   | Racers d'Indianapolis             | 14–8–0  | 28  |
| 23 | 26-nov.  | Nordiques de Québec               | 2–4   | Fighting Saints du Minnesota      | 14–9–0  | 28  |
| 24 | 27-nov.  | Racers d'Indianapolis             | 8–2   | Nordiques de Québec               | 14–10–0 | 28  |
| 25 | 30-nov.  | Whalers de la Nouvelle-Angleterre | 1–2   | Nordiques de Québec               | 15–10–0 | 30  |
| 26 | 3-déc.   | Nordiques de Québec               | 5–5   | Whalers de la Nouvelle-Angleterre | 15–10–1 | 31  |
| 27 | 5-déc.   | Jets de Winnipeg                  | 4–6   | Nordiques de Québec               | 16–10–1 | 33  |
| 28 | 7-déc.   | Oilers d'Edmonton                 | 4–2   | Nordiques de Québec               | 16–11–1 | 33  |
| 29 | 9-déc.   | Nordiques de Québec               | 5–4   | Roadrunners de Phoenix            | 17–11–1 | 35  |
| 30 | 11-déc.  | Aeros de Houston                  | 1–4   | Nordiques de Québec               | 18–11–1 | 37  |
| 31 | 12-déc.  | Whalers de la Nouvelle-Angleterre | 1–5   | Nordiques de Québec               | 19–11–1 | 39  |
| 32 | 14-déc.  | Whalers de la Nouvelle-Angleterre | 3–1   | Nordiques de Québec               | 19–12–1 | 39  |
| 33 | 18-déc.  | Nordiques de Québec               | 2–4   | Cowboys de Calgary                | 19–13–1 | 39  |
| 34 | 19-déc.  | Nordiques de Québec               | 3–5   | Mariners de San Diego             | 19–14–1 | 39  |
| 35 | 21-déc.  | Nordiques de Québec               | 2–3   | Bulls de Birmingham               | 19–15–1 | 39  |
| 36 | 22-déc.  | Nordiques de Québec               | 4–3   | Fighting Saints du Minnesota      | 20–15–1 | 41  |
| 37 | 26-déc.  | Nordiques de Québec               | 12–3  | Jets de Winnipeg                  | 21–15–1 | 43  |
| 38 | 28-déc.  | Nordiques de Québec               | 3–2   | Oilers d'Edmonton                 | 22–15–1 | 45  |
| 39 | 4-janv.  | Whalers de la Nouvelle-Angleterre | 3–5   | Nordiques de Québec               | 23–15–1 | 47  |
| 40 | 7-janv.  | Nordiques de Québec               | 7–3   | Whalers de la Nouvelle-Angleterre | 24–15–1 | 49  |
| 41 | 9-janv.  | Mariners de San Diego             | 2–5   | Nordiques de Québec               | 25–15–1 | 51  |
| 42 | 20-janv. | Nordiques de Québec               | 5–4   | Whalers de la Nouvelle-Angleterre | 26–15–1 | 53  |
| 43 | 22-janv. | Cowboys de Calgary                | 3–5   | Nordiques de Québec               | 27–15–1 | 55  |
| 44 | 25-janv. | Racers d'Indianapolis             | 1–3   | Nordiques de Québec               | 28–15–1 | 57  |
| 45 | 26-janv. | Oilers d'Edmonton                 | 5–4   | Nordiques de Québec               | 28–16–1 | 57  |
| 46 | 28-janv. | Nordiques de Québec               | 6–5   | Racers d'Indianapolis             | 29–16–1 | 59  |
| 47 | 29-janv. | Stingers de Cincinnati            | 2–7   | Nordiques de Québec               | 30–16–1 | 61  |
| 48 | 1-févr.  | Racers d'Indianapolis             | 4–5   | Nordiques de Québec               | 31–16–1 | 63  |
| 49 | 2-févr.  | Nordiques de Québec               | 5–6   | Racers d'Indianapolis             | 31–17–1 | 63  |
| 50 | 4-févr.  | Nordiques de Québec               | 0–7   | Bulls de Birmingham               | 31–18–1 | 63  |
| 51 | 6-févr.  | Stingers de Cincinnati            | 1–6   | Nordiques de Québec               | 32–18–1 | 65  |
| 52 | 8-févr.  | Jets de Winnipeg                  | 7–2   | Nordiques de Québec               | 32–19–1 | 65  |
| 53 | 11-févr. | Nordiques de Québec               | 5–1   | Racers d'Indianapolis             | 33–19–1 | 67  |
| 54 | 12-févr. | Nordiques de Québec               | 3–7   | Aeros de Houston                  | 33–20–1 | 67  |
| 55 | 15-févr. | Nordiques de Québec               | 2–4   | Aeros de Houston                  | 33–21–1 | 67  |
| 56 | 16-févr. | Nordiques de Québec               | 4–2   | Mariners de San Diego             | 34–21–1 | 69  |
| 57 | 19-févr. | Nordiques de Québec               | 1–3   | Stingers de Cincinnati            | 34–22–1 | 69  |
| 58 | 22-févr. | Racers d'Indianapolis             | 2–4   | Nordiques de Québec               | 35–22–1 | 71  |
| 59 | 24-févr. | Nordiques de Québec               | 6–10  | Bulls de Birmingham               | 35–23–1 | 71  |
| 60 | 25-févr. | Nordiques de Québec               | 2–5   | Stingers de Cincinnati            | 35–24–1 | 71  |
| 61 | 26-févr. | Bulls de Birmingham               | 3–5   | Nordiques de Québec               | 36–24–1 | 73  |
| 62 | 1-mars   | Nordiques de Québec               | 5–4   | Oilers d'Edmonton                 | 37–24–1 | 75  |
| 63 | 2-mars   | Nordiques de Québec               | 3–4   | Jets de Winnipeg                  | 37–25–1 | 75  |
| 64 | 5-mars   | Mariners de San Diego             | 0–6   | Nordiques de Québec               | 38–25–1 | 77  |
| 65 | 6-mars   | Nordiques de Québec               | 2–6   | Whalers de la Nouvelle-Angleterre | 38–26–1 | 77  |
| 66 | 8-mars   | Roadrunners de Phoenix            | 2–9   | Nordiques de Québec               | 39–26–1 | 79  |
| 67 | 12-mars  | Oilers d'Edmonton                 | 3–3   | Nordiques de Québec               | 39–26–2 | 80  |
| 68 | 13-mars  | Whalers de la Nouvelle-Angleterre | 3–5   | Nordiques de Québec               | 40–26–2 | 82  |
| 69 | 15-mars  | Nordiques de Québec               | 3–4   | Aeros de Houston                  | 40–27–2 | 82  |
| 70 | 17-mars  | Nordiques de Québec               | 4–3   | Roadrunners de Phoenix            | 41–27–2 | 84  |
| 71 | 18-mars  | Nordiques de Québec               | 3–7   | Stingers de Cincinnati            | 41–28–2 | 84  |
| 72 | 19-mars  | Cowboys de Calgary                | 0–8   | Nordiques de Québec               | 42–28–2 | 86  |
| 73 | 22-mars  | Aeros de Houston                  | 2–6   | Nordiques de Québec               | 43–28–2 | 88  |
| 74 | 23-mars  | Nordiques de Québec               | 6–4   | Stingers de Cincinnati            | 44–28–2 | 90  |
| 75 | 24-mars  | Nordiques de Québec               | 3–4   | Racers d'Indianapolis             | 44–29–2 | 90  |
| 76 | 26-mars  | Stingers de Cincinnati            | 6–4   | Nordiques de Québec               | 44–30–2 | 90  |
| 77 | 27-mars  | Stingers de Cincinnati            | 0–4   | Nordiques de Québec               | 45–30–2 | 92  |
| 78 | 2-avr.   | Nordiques de Québec               | 6–5   | Roadrunners de Phoenix            | 46–30–2 | 94  |
| 79 | 3-avr.   | Nordiques de Québec               | 0–7   | Mariners de San Diego             | 46–31–2 | 94  |
| 80 | 5-avr.   | Whalers de la Nouvelle-Angleterre | 2–7   | Nordiques de Québec               | 47–31–2 | 96  |
| 81 | 6-avr.   | Nordiques de Québec               | 2–2   | Stingers de Cincinnati            | 47–31–3 | 97  |

### Statistiques de la saison régulière

#### Statistiques de l'équipe
Les Nordiques finissent au premier rang de leur division, la division Est, à neuf points des Aeros de Houston, premiers de la division de l'Ouest et champions de la saison régulière.
| Équipe                            | PJ | V  | D  | N | BP  | BC  | Pts |
| --------------------------------- | -- | -- | -- | - | --- | --- | --- |
| Nordiques de Québec               | 81 | 47 | 31 | 3 | 353 | 295 | 97  |
| Stingers de Cincinnati            | 81 | 39 | 37 | 5 | 354 | 303 | 83  |
| Racers d'Indianapolis             | 81 | 36 | 37 | 8 | 276 | 305 | 80  |
| Whalers de la Nouvelle-Angleterre | 81 | 35 | 40 | 6 | 275 | 290 | 76  |
| Bulls de Birmingham               | 81 | 31 | 46 | 4 | 289 | 309 | 66  |
| Fighting Saints du Minnesota      | 42 | 19 | 18 | 5 | 136 | 129 | 43  |

#### Statistiques individuelles
| Joueur                | Poste | PJ | B  | A  | Pts | Pun | Commentaire                                        |
| --------------------- | ----- | -- | -- | -- | --- | --- | -------------------------------------------------- |
| Real Cloutier         | A     | 76 | 66 | 75 | 141 | 39  |                                                    |
| Marc Tardif           | AG    | 62 | 49 | 60 | 109 | 65  | Capitaine de l'équipe                              |
| Christian Bordeleau   | C     | 72 | 32 | 75 | 107 | 34  |                                                    |
| Serge Bernier         | AD    | 74 | 43 | 53 | 96  | 94  |                                                    |
| Paulin Bordeleau      | C     | 80 | 42 | 41 | 83  | 52  |                                                    |
| Jim Dorey             | D     | 73 | 13 | 34 | 47  | 102 |                                                    |
| André Boudrias        | C     | 74 | 12 | 31 | 43  | 12  |                                                    |
| Bob Fitchner (en)     | C     | 81 | 9  | 30 | 39  | 105 |                                                    |
| Jean-Claude Tremblay  | D     | 53 | 4  | 31 | 35  | 16  |                                                    |
| Norm Dubé             | AG    | 39 | 15 | 18 | 33  | 8   |                                                    |
| Charles Constantin    | AG    | 77 | 14 | 19 | 33  | 93  |                                                    |
| Curt Brackenbury (en) | AG    | 77 | 16 | 13 | 29  | 146 |                                                    |
| François Lacombe      | D     | 81 | 5  | 22 | 27  | 86  |                                                    |
| Paul Baxter           | D     | 66 | 6  | 17 | 23  | 244 |                                                    |
| Richard Grenier       | C     | 34 | 11 | 9  | 20  | 4   |                                                    |
| Wally Weir            | D     | 69 | 3  | 17 | 20  | 197 |                                                    |
| Steve Sutherland (en) | AG    | 36 | 6  | 9  | 15  | 34  |                                                    |
| Jean Bernier          | D     | 72 | 2  | 13 | 15  | 23  |                                                    |
| Pierre Roy (en)       | D     | 29 | 3  | 5  | 8   | 50  | Termine la saison avec les Stingers de Cincinnati  |
| Pierre Guité          | AG    | 35 | 2  | 6  | 8   | 67  | Commence la saison avec les Stingers de Cincinnati |
| Garry Lariviere (en)  | D     | 15 | 0  | 3  | 3   | 8   | Termine la saison avec les Roadrunners de Phoenix  |
| Serge Aubry           | G     | 21 | 0  | 1  | 1   | 0   |                                                    |
| Ed Humphreys (en)     | G     | 22 | 0  | 1  | 1   | 0   |                                                    |
| Richard Brodeur       | G     | 53 | 0  | 1  | 1   | 0   |                                                    |
| Michel Dubois         | D     | 4  | 0  | 0  | 0   | 0   |                                                    |

## Séries éliminatoires

### Arbre de qualification
|  | Quarts de finale                  | Quarts de finale                  | Quarts de finale      | Quarts de finale      |                     |                     | Demi-finales | Demi-finales | Demi-finales | Demi-finales |  |  | Finale | Finale | Finale | Finale |
|  |                                   |                                   |                       |                       |                     |                     |              |              |              |              |  |  |        |        |        |        |
|  |                                   |                                   |                       |                       |                     |                     |              |              |              |              |  |  |        |        |        |        |
|  |                                   |                                   |                       |                       |                     |                     |              |              |              |              |  |  |        |        |        |        |
|  | Nordiques de Québec               | Nordiques de Québec               | 4                     | 4                     |                     |                     |              |              |              |              |  |  |        |        |        |        |
|  | Nordiques de Québec               | Nordiques de Québec               | 4                     | 4                     |                     |                     |              |              |              |              |  |  |        |        |        |        |
|  | Whalers de la Nouvelle-Angleterre | Whalers de la Nouvelle-Angleterre | 1                     | 1                     |                     |                     |              |              |              |              |  |  |        |        |        |        |
|  | Whalers de la Nouvelle-Angleterre | Whalers de la Nouvelle-Angleterre | 1                     | 1                     | Nordiques de Québec | Nordiques de Québec | 4            | 4            |              |              |  |  |        |        |        |        |
|  |                                   |                                   |                       |                       | Nordiques de Québec | Nordiques de Québec | 4            | 4            |              |              |  |  |        |        |        |        |
|  |                                   |                                   | Racers d'Indianapolis | Racers d'Indianapolis | 1                   | 1                   |              |              |              |              |  |  |        |        |        |        |
|  | Stingers de Cincinnati            | Stingers de Cincinnati            | Racers d'Indianapolis | Racers d'Indianapolis | 1                   | 1                   | 0            | 0            |              |              |  |  |        |        |        |        |
|  | Stingers de Cincinnati            | Stingers de Cincinnati            |                       |                       |                     |                     |              | 0            |              |              |  |  |        |        |        |        |
|  | Racers d'Indianapolis             | Racers d'Indianapolis             | 4                     | 4                     |                     |                     |              |              |              |              |  |  |        |        |        |        |
|  | Racers d'Indianapolis             | Racers d'Indianapolis             | 4                     | 4                     | Nordiques de Québec | Nordiques de Québec | 4            | 4            |              |              |  |  |        |        |        |        |
|  |                                   |                                   |                       |                       | Nordiques de Québec | Nordiques de Québec | 4            | 4            |              |              |  |  |        |        |        |        |
|  |                                   |                                   | Jets de Winnipeg      | Jets de Winnipeg      | 3                   | 3                   |              |              |              |              |  |  |        |        |        |        |
|  | Aeros de Houston                  | Aeros de Houston                  | Jets de Winnipeg      | Jets de Winnipeg      | 3                   | 3                   | 4            | 4            |              |              |  |  |        |        |        |        |
|  | Aeros de Houston                  | Aeros de Houston                  |                       |                       |                     |                     |              |              |              |              |  |  |        |        |        |        |
|  | Oilers d'Edmonton                 | Oilers d'Edmonton                 | 1                     | 1                     |                     |                     |              |              |              |              |  |  |        |        |        |        |
|  | Oilers d'Edmonton                 | Oilers d'Edmonton                 | 1                     | 1                     | Jets de Winnipeg    | Jets de Winnipeg    | 4            | 4            |              |              |  |  |        |        |        |        |
|  |                                   |                                   |                       |                       | Jets de Winnipeg    | Jets de Winnipeg    | 4            | 4            |              |              |  |  |        |        |        |        |
|  |                                   |                                   | Aeros de Houston      | Aeros de Houston      | 2                   | 2                   |              |              |              |              |  |  |        |        |        |        |
|  | Jets de Winnipeg                  | Jets de Winnipeg                  | Aeros de Houston      | Aeros de Houston      | 2                   | 2                   | 4            | 4            |              |              |  |  |        |        |        |        |
|  | Jets de Winnipeg                  | Jets de Winnipeg                  |                       |                       |                     |                     |              | 4            |              |              |  |  |        |        |        |        |
|  | Mariners de San Diego             | Mariners de San Diego             | 3                     | 3                     |                     |                     |              |              |              |              |  |  |        |        |        |        |
|  | Mariners de San Diego             | Mariners de San Diego             | 3                     | 3                     |                     |                     |              |              |              |              |  |  |        |        |        |        |
|  |                                   |                                   |                       |                       |                     |                     |              |              |              |              |  |  |        |        |        |        |